# Cratoneuron punae
Cratoneuron punae är en bladmossart som beskrevs av C. Müller 1897. Cratoneuron punae ingår i släktet Cratoneuron och familjen Amblystegiaceae. Inga underarter finns listade i Catalogue of Life.